# Wim van Belleghem
Wim van Belleghem, belgijski veslač, * 10. julij 1963, Bruges.
Van Belleghem je za Polydorjem Veirmanom drugi najuspešnejši belgijski veslač vseh časov. 
V svoji karieri je enkrat, leta 1987 postal svetovni prvak v lahkem enojcu. 
Naslednje leto je na Poletnih olimpijskih igrah v Seulu z Alainom Lewuillonom nastopil v dvojcu brez krmarja. Osvojila sta četrto mesto in le za desetinko sekunde zaostala za bronasto medaljo. Van Bellegham je nato v lahkem enojcu osvojil dve zaporedni srebrni medalji na svetovnih prvenstvih (1989, 1990), leta 1991 pa je osvojil še bronasto medaljo v isti disciplini. Leta 1991 je osvojil tudi Diamond Challenge Sculls na regati Henley Royal v odprti skupini. Takrat je veslal za Royal Club Nautique de Gand .  